# 双酚A二缩水甘油醚
双酚A二缩水甘油醚（英語：bisphenol A diglycidyl ether，简称BADGE或DGEBA）是一种有机化合物，也是一种液态环氧树脂。该化合物是一种无色粘稠液体（商业样品可能呈现淡稻草色），是许多环氧树脂配方的关键成分。再加入双酚A、催化剂并加热，可生产出分子量更高的固体双酚A缩水甘油醚环氧树脂。

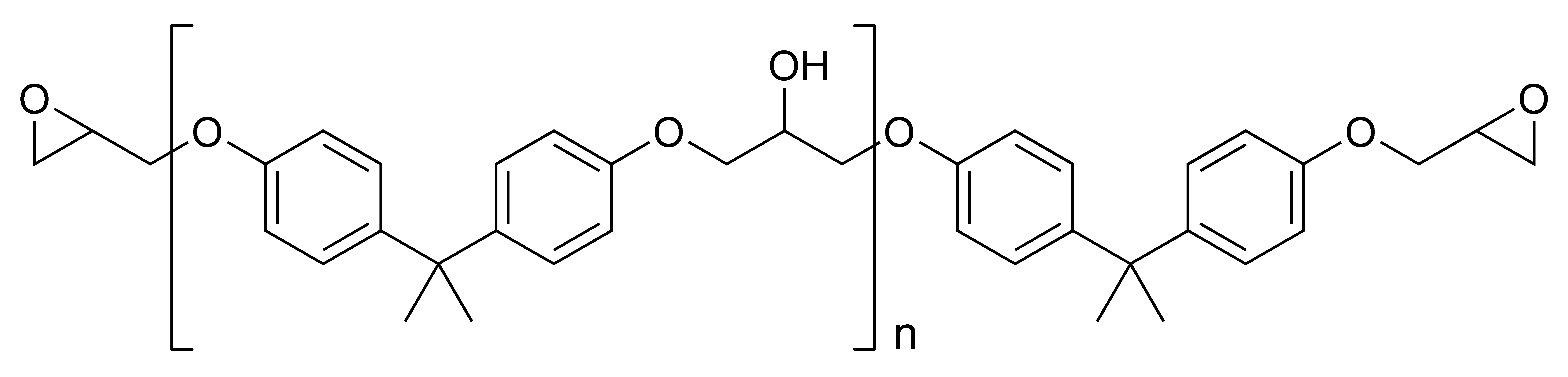
双酚A二缩水甘油醚环氧树脂的结构：n通常在0~25范围内，表示聚合亚基的数量

## 制备和反应
双酚A二缩水甘油醚通过环氧氯丙烷对双酚A进行O-烷基化反应制备而成。反应主要生成双酚A二缩水甘油醚和一些低聚物。聚合度可低至0.1。此类环氧树脂中的环氧化物含量很受关注。该参数通常用环氧值表示，即1千克树脂中环氧化物当量（Eq./kg），或者用当量重量表示，即含有 1摩尔环氧化物树脂的克重（g/mol）。由于不对称环氧化物具有手性，因此双环氧化物由三种立体异构体组成，但这些立体异构体并不分离。
双酚 A 二缩水甘油醚会缓慢水解为2,2-二[4(2,3-二羟基丙氧基)苯基]丙烷（2,2-bis(4-(2,3-dihydroxypropoxy)phenyl)propane，bis-HPPP）。
同样，DGEBA与丙烯酸反应生成乙烯基酯。反应的结果是环氧开环，在分子的每个末端生成不饱和酯。这种材料通常用苯乙烯稀释，然后转化为树脂。
环氧树脂是一种热固性聚合物，使用固化剂进行交联。环氧树脂最常见的固化剂是多胺、氨基酰胺和酚类化合物。

## 安全
BADGE反应性高，与水或HCl接触后会形成多种物质，其中的许多化合物（包括 BADGE本身）也被强烈怀疑是一种內分泌干擾物。醚水解会释放出双酚A，而双酚A也被强烈怀疑是一种内分泌干扰物。20世纪90年代起，人们开始关注在一些食品罐头内衬中使用BADGE环氧树脂的问题。以双酚A二缩水甘油醚为基础的环氧涂料被广泛用于与食品接触的罐头内壁涂层，因此属于食品容器。已对这些材料及其类似物和共轭物进行了广泛的测试，并制定了分析方法。

## 相关
- 双酚AF
- 双酚S
- EPI-001